# 麥可怡
麥可怡（英語：Krince Mak，1997年11月4日—），香港女演員，2019年出道，並於同年獲得由電視評論人方以文舉辦的觀眾在民間電視大奬第四屆民選飛躍女藝員。

## 簡歷
麥可怡小學就讀慈幼葉漢千禧小學，與呂爵安為小學同學，中學就讀中華傳道會安柱中學，高中時選修中國歷史、中國文學及歷史，於2014年參選學生內閣主席，名為「好望閣」，未能成功當選，於2016年香港中學文憑考試取得最佳五科28分的成績，升讀香港大學文學院學士課程，主修香港研究。
麥可怡由2018年開始擔任網台「地盤佬江湖」主持，2019年在ViuTV電視劇《教束》飾演蔣蔓芝（啞同學）角色而廣為人知。現正活躍於ViuTV不同劇集，參演過《娛樂風雲》、《黑市》和《二月廿九》。

## 演出

### 電視劇（ViuTV）
| 年份   | 劇名            | 角色     |
| 2019年 | 《教束》        | 蔣蔓芝   |
| 2019年 | 《娛樂風雲》    | Maggie   |
| 2019年 | 《黑市—碟仙》   | 彩鳳     |
| 2019年 | 《黑市—正能量》 | 劉依依   |
| 2020年 | 《二月廿九》    | 馬芷晴   |
| 2020年 | 《地產仔》      | 電腦店員 |
| 2021年 | 《戰毒》        | 少年嘉雯 |
| 2021年 | 《異數者》      | Kaco     |
| 2022年 | 《940920》      | 馬芷晴   |

### 綜藝節目（ViuTV）
| 年份   | 節目名           |              |
| 2020年 | 《對號入座》     | 水象天蠍座女 |
| 2021年 | 《YOLO的練習曲》 | Krince       |

### MV
| 年份   | 歌手                   | 歌名           |
| 2019年 | 梁釗峰                 | 《問題青年》   |
| 2019年 | 馬修合唱團             | 《新年好麻煩》 |
| 2019年 | 莊正                   | 《開放世界》   |
| 2020年 | Neverlu (feat. 曹震豪) | 《選擇困難》   |
| 2020年 | 火水淋你鏹水           | 《水火相容》   |

### 電台節目（香港商業電台）
| 年份   | 節目名     |      |
| 2020年 | 《公子會》 | 嘉賓 |

### 電台節目（香港電台）
| 年份   | 節目名        |          |
| 2020年 | 《日常8點半》 | 外景主持 |

### 廣告
| 年份   | 廣告                                             |
| 2018年 | Dermes                                           |
| 2019年 | 經濟通財經生活App                                |
| 2019年 | Air Easy冷氣機風檔                               |
| 2019年 | 可口可樂網紅盃                                   |
| 2019年 | ViuTV FWD富衞保險廣告雜誌                        |
| 2019年 | 地捫《食紙盒系列》                               |
| 2019年 | 亞洲萬里通                                       |
| 2020年 | 梁愷昍婦癌基金會                                 |
| 2020年 | BioEm                                            |
| 2020年 | 正念抗疫                                         |
| 2020年 | Famitel Living 酒店+居進化論 - 租期靈活 即租即住 |
| 2020年 | WOW! Pizza Hut 必勝批買一送一優惠                |
| 2020年 | UA 一Click即借                                   |
| 2020年 | 時代冰室 Times Cafe 元卓集團                     |

## 填詞作品
| 年份   | 作品                    |
| 2020年 | 火水淋你鏹水 - 水火相容 |
| 2021年 | 麗英 - 矮妹正傳         |

## 外部連結
- 麥可怡的Facebook專頁
- 麥可怡的Instagram帳戶
- 麥可怡的Carousell頁